# Sección maestra

Símbolo de la sección maestra.

Sección maestra es la sección transversal de un buque en el punto de mayor manga, y generalmente coincide o está muy próxima a la sección media.
La sección media transversal de un buque, efectuada por el punto medio de la eslora entre perpendiculares, se denomina sección media.

## Área sumergida de la sección maestra

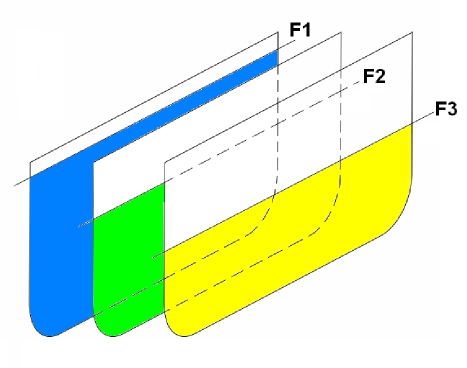
Área sumergida de la sección maestra.

Los astilleros calculan el área sumergida de la sección maestra y vuelcan esta información en las curvas hidrostáticas.
En la figura de la derecha se muestra la sección maestra de un mercante para tres diferentes estados de carga o diferentes flotaciones (F1, F2 y F3) y como varía la superficie sumergida.
Este valor se denomina {\displaystyle A_{m}}